# Quận Webster, Missouri
Quận Webster là một quận thuộc tiểu bang Missouri, Hoa Kỳ. Theo điều tra dân số năm 2000 của Cục điều tra dân số Hoa Kỳ, quận có dân số 31.045 người 2. Quận lỵ đóng ở 6. Quận được lập năm 1855 và đặt tên theo ngoại trưởng Hoa Kỳ Daniel Webster. Quận này là một phần của vùng đô thị Springfield.

## Địa lý
Theo Cục điều tra dân số Hoa Kỳ, quận có tổng diện tích km2, trong đó có km2 là diện tích mặt nước.